# 명량해협

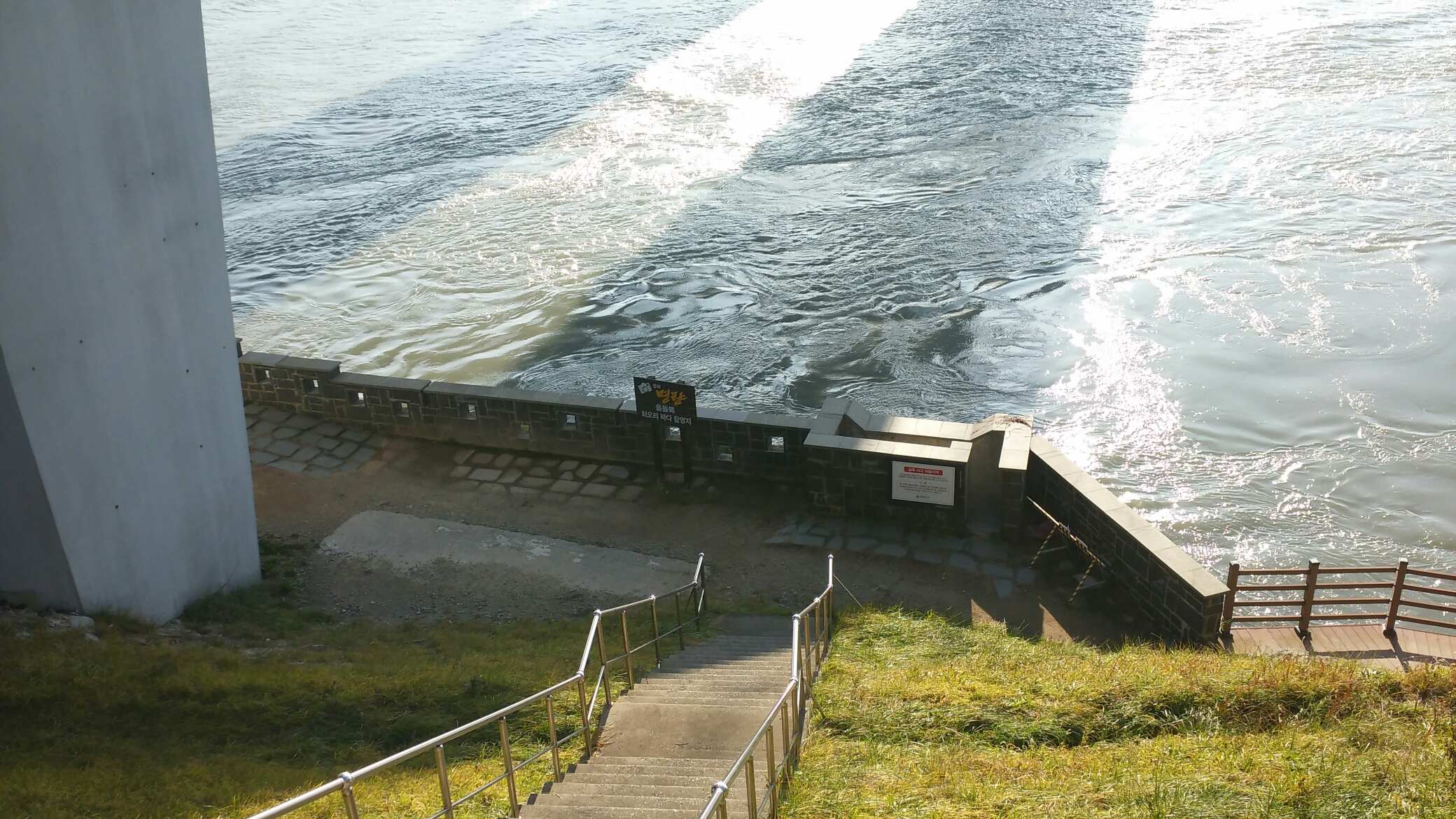
회오리 모양의 물살이 흐른다.

명량해협(鳴梁海峽) 또는 울돌목은 전라남도 해남군 문내면 학동리의 화원반도와 진도군 군내면 녹진리 사이의 있는 해협이다. 길이 약 1.5km이며, 폭이 가장 짧은 곳은 약 300m 정도가 된다. 밀물 때에는 넓은 남해의 바닷물이 한꺼번에 명량해협을 통과하여 서해로 빠져 나가 조류가 5m/s 이상으로 매우 빠르다. 이를 이용하여 정유재란 당시 명량 해전에서 이순신이 이끄는 조선군이 승리하였다. 물길이 암초에 부딪혀 튕겨 나오는 소리가 매우 커 바다가 우는 것 같다고 하여 울돌목이라고도 불린다. 유속은 약 10노트(10knot, 시속 20km 정도)라고 한다.

## 개요
1984년 완공된 명량을 가로지르는 길이 484m, 너비 11.7m의 진도대교가 건설되어 진도와 해남군이 연결되어 있다. 2005년 12월 15일 제2진도대교가 개통되었고, 2008년부터, 빠른 조류를 이용한 조류발전소의 건설이 진행되고 있다.
울돌목은 서해의 길목으로 가장 좁은 폭은 약 294m로, 물살이 세다. 
1597년 정유재란 때 이순신 장군은 울돌목으로 들어가는 입구인 임하도(林下島)에서 당시 항해로였던 좁은목을 막고 임하도의 지형과 물살을 이용해 배 13척으로 10배 이상의 적함 130여 척 이상을 크게 격파하였다.

## 임진왜란 주요 해전의 배경
| 해협           | 해전        | 교량     | 교량길이 | 연결지                                      | 소재지 | 별칭   |
| -------------- | ----------- | -------- | -------- | ------------------------------------------- | ------ | ------ |
| 칠천량(漆川梁) | 칠천량 해전 | 칠천대교 | 425m     | 거제시 하청면 실전리 - 거제시 하청면 어온리 | 경남   | -      |
| 견내량(見乃梁) | 한산 해전   | 거제대교 | 740m     | 거제시 사등면 덕호리 - 통영시 용남면 장평리 | 경남   | -      |
| 노량(露梁)해협 | 노량 해전   | 남해대교 | 660m     | 남해군 설천면 노량리 - 하동군 금남면 노량리 | 경남   | -      |
| 명량(鳴梁)해협 | 명량 해전   |          |          | 해남군 문내면 예락리 - 임하도               | 전남   | 좁은목 |

## 같이 보기
- 명량 해전
- 진도대교
- 명량 (영화)